# Baliza
Baliza là một đô thị ở bang Goiás. Dân số đô thị này năm 2004 ước khoảng 1.317 người.